# Complexul de clădiri ale spitalului din Lipcani
Complexul de clădiri ale spitalului din Lipcani este un monument de arhitectură de importanță națională, localizat în orașul Lipcani, raionul Briceni. Datează din anii 1930. Se află într-o stare de degradare avansată.